# غلاديشية شواكة
غلاديشية شواكة (الاسم العلمي: Gleditsia ferox) هي نوع نباتي يتبع جنس الغلاديشية من فصيلة البقولية.